# Златно руно
Златно руно је монументални историјски и грађански роман српског књижевника и академика Борислава Пекића, који се састоји од седам томова први пут штампаних између 1978. и 1986. године. Сматра се једним од најзначајнијих Пекићевих дела, али и најквалитетнијих и најобимнијих дела српске књижевности у целини.

## Предисторија
Причу о цинцарској породици Његован, Пекић је у свом књижевном раду започео делом Ходочашће Арсенија Његована из 1970. године, за који је добио и Нинову награду. Жири за доделу награде те године чинили су Велибор Глигорић (председник), Ели Финци, Петар Џаџић, Мухарем Первић, Борислав Михајловић Михиз, Милош И. Бандић и Зоран Мишић.

## Радња
Роман прати цинцарску породицу Њаго (касније Његован) кроз векове, у различитим епохама и међу различитим културама, од пада древне престонице цинцарског народа Москопоља, преко турске опсаде Беча, устаничке Србије, све до послератног Београда под влашћу комуниста. Чланови породице Њаго (Његован) свој суживот са Србима, Турцима, Арбанасима, Грцима, Немцима и осталим народима од Цариграда до Беча, вешто граде на основу своје сналажљивости, која се повремено приписује цинцарском менталитету, те успевају да на овај или онај начин преброде све туробне историјске тренутке и велике догађаје свога времена.

## Критике
Историчар, књижевник и академик др Предраг Палавестра је записао: „Златно руно обележава читаву једну историјску епоху и стоји у самом врху књижевности написане на српском језику у другој половини XX века. (...) Роман је остварен као циклус од седам великих самосталних делова, који су изнутра повезани породичном судбином балканских Цинцара, помешаних са српским становништвом и српском грађанском класом у њеном успону и распадању.”
Књижевник Драган Великић пише у преговору првог тома Златног руна у Лагунином издању из 2012. године: „Пекић је записничар брујања историје која се прелама у његовој ерудитској машти. Тај моћни акорд свеобухватности света тутња и траје од прве до последње стране Златног руна. Дефилују пред читаоцем ликови Његована - али и авети које су те ликове за њихових живота насељавале; лебде кентаури и вампири, уторници и атентатори, историјски ликови - од Сулејмана Величанственог до Илије Гарашанина, исписују се стране о Београду још из митских времена... (...) Пекић је створио хумор каквом нема равна у српској литератури. Неки ликови породице Његован као да су изашли из стрипова Алана Форда.”
Критичар Гојко Божовић види Пекићево Ходочашће Арсенија Његована (као преисторијску сагу о Његованима и Златном руну) и роман Очевима и оцима Слободана Селенића, као роман: „грађански само условно, као велика књижевна сведочанства о томе како је јучерашњи свет нестао, а не о томе како је јучерашњи свет постојао и у којим се све формама изражавао. (...) Упоредимо ли Лагум са Пекићевим Ходочашћем Арсенија Његована или са Селенићевим Очевима и оцима, видећемо да је грађански свет у постојаном, чистом виду отприлике једнако присутан.”

## Позориште и филм
Борислав Пекић и Борислав Михајловић Михиз су заједно написали сценарио за представу Корешпонденција, према деловима и мотивима Златног руна. Представа је премијерно изведена 5. фебруара 1980. године у Атељеу 212, у режији Арсенија Јовановића. Улоге чланова породице његован су тумачили Данило Бата Стојковић, Зоран Радмиловић, Мира Бањац и Милан Михаиловић, а у осталим улогама су се појавили Ружица Сокић, Петар Краљ, Аљоша Вучковић... Током 1983. године, снимљен је и филм Кореспонденција, који је режирао Сава Мрмак, са истом глумачком поставком. Представа је играна у континуитету 298 пута, пуних 22 године, све до 2002. године када је скинута са репертоара услед смрти Бате Стојковића.
У Београдском драмском позоришту се изводила представа „Златно руно“ у режији Небојше Брадића. Реч је заправо о делу приче о Његованима, који се даје у другом тому Златног руна, а то је прича о Симеону Њагу, мајстору уметничке шминке који добија задатак да током опсаде Беча нашминка мртвог султана Сулејмана Величанствени, како би његово тело било приказано војсци и тако био сачуван њен борбени морал. Улогу Симеона Њага у овој представи тумачио је глумац Небојша Дугалић.
Представа Корешподенција се поново игра од 1. фебруара 2018. године у Звездара театру, у режији Горчина Стојановића. Улоге чланове породице Његован тумаче Бранислав Лечић, Славко Штимац, Аница Добра, Бранко Видаковић...